# Фойнс
Фойнс (на английски: Foynes; на ирландски Faing) е село в Югозападна Ирландия, графство Лимерик на провинция Мънстър. Разположен е на южния бряг на устието на река Шанън на около 40 km западно от административния център на графството град Лимерик. Има пристанище на река Шанън. Имал е жп гара от 29 април 1858 г. до 4 февруари 1963 г. Музей за водосамолети и ежегоден фестивал на кафето. Населението му е 520 души от преброяването през 2016 г.